# Passiflora leptomischa
Passiflora leptomischa Harms – gatunek rośliny z rodziny męczennicowatych (Passifloraceae Juss. ex Kunth in Humb.). Występuje naturalnie w Kolumbii i Ekwadorze. 

## Morfologia
PokrójZdrewniałe, trwałe, owłosione liany.
LiściePotrójnie klapowane. Mają 5,2–15 cm długości oraz 7–18 cm szerokości. Ząbkowane, z tępym lub ostrym wierzchołkiem. Ogonek liściowy jest owłosiony i ma długość 9–25 mm. Przylistki są liniowo lancetowate, mają 8–10 mm długości.
KwiatyPojedyncze. Działki kielicha są podłużne, różowe, mają 4,3–6 cm długości. Płatki są podłużne, różowe, mają 3,7–5,2 cm długości. Przykoronek ułożony jest w jednym rzędzie, fioletowy, ma 1 mm długości.
OwoceSą elipsoidalnego kształtu. Mają 11 cm długości i 3 cm średnicy.

## Biologia i ekologia
Występuje w lasach na wysokości 2000–2800 m n.p.m.